# Décimo (matemática)
Un décimo o una décima (0,1) es igual a la repartición de una unidad en diez partes iguales. Es expresado como el factor 10-1 y con la fracción 1 / 10. En el Sistema Internacional de Unidades se representa con el prefijo «deci-» y la letra d.
El décimo o la décima también expresan el valor de «diez» en la numeración ordinal (10.º y 10.ª, respectivamente), ocupando de esta manera el lugar número diez en una serie ordenada; vienen precedidos por el número «noveno» (9.º), con forma femenina «novena» (9.ª), y sucedidos por el número «undécimo» (11.º), con forma femenina «undécima» (11.ª).